# Billom
Billom är en kommun i departementet Puy-de-Dôme i regionen Auvergne-Rhône-Alpes i centrala Frankrike. Kommunen ligger i kantonen Billom som tillhör arrondissementet Clermont-Ferrand. År 2022 hade Billom 4 826 invånare.

## Befolkningsutveckling
Antalet invånare i kommunen Billom
| Referens: INSEE |